# Зуунбаян-Улаан
Зуунбаян-Улаан (монг. Зүүнбаян-Улаан) — сомон Уверхангайського аймаку, Монголія. Площа 2,7 тис. км², населення 6,0 тис. Центр сомону селище Баян Улан лежить за 1430 км від Улан-Батора, 60 км від міста Арвайхера.

## Рельєф
Гори Тувшинбаатар (2490 м), Улаанхутаг (1588 м). Протікають річки Орхон, Онгі.

## Клімат
Клімат різко континентальний, щорічні опади 200—400 мм, середня температура січня −25°С, середня температура липня +14°С.

## Корисні копалини
Запаси кам'яного вугілля, будівельної сировини.

## Тваринний світ
Водяться козулі, лисиці, корсаки, вовки, дикі кішки.

## Соціальна сфера
Є школа, лікарня, торговельно-культурні центри.